# Nick Jameson
Nick Jameson (Columbia, 5 dicembre 1950) è un attore e doppiatore statunitense.
È noto per aver doppiato L'Imperatore Palpatine nei videogiochi di Guerre Stellari e nella serie animata "Clone Wars" dal 1994 fino al 2006.

## Filmografia parziale

### Attore
- West Wing - Tutti gli uomini del Presidente (The West Wing) - serie TV, episodio 4x08 (2002)
- ...e alla fine arriva Polly (Along Came Polly), regia di John Hamburg (2004)
- Alias - serie TV, 1 episodio (2005)
- La vita secondo Jim (According to Jim) - serie TV, 1 episodio (2007)
- Extracted, regia di Nir Paniry (2012)

### Doppiatore

#### Film
- Lilli e il vagabondo II - Il cucciolo ribelle (2000)
- Clifford e i suoi amici acrobati (Clifford's Really Big Movie), regia di Robert C. Ramirez (2004)

#### Videogiochi
- Broken Age (2014) - Marshal Dune, Coltello, Annunciatore
- Darksiders II (2012) - Ostegoth
- Final Fantasy XII (2006) - Raminas B'nargin Dalmasca
- Metal Gear Solid: Portable Ops (2006) - Colonnello Scowronski
- Psychonauts (2005) - Coach Oleander, Dr. Loboto, Pokeylope
- Psychonauts 2 (2021) - Coach Oleander, Dr. Loboto
- Star Wars: Battlefront (2004) - Imperatore Palpatine\Darth Sidious
- Star Wars: Battlefront II (2005) - Imperatore Palpatine\Darth Sidious
- Star Wars: Empire at War (2006) - Imperatore Palpatine\Darth Sidious
- Star Wars: Episodio III: La vendetta dei Sith (Videogioco) - Cancelliere Palpatine\Darth Sidious
- Star Wars: Rogue Squadron III: Rebel Strike (2003) - Darth Sidious
- Star Wars: Bounty Hunter (2002) - Darth Sidious
- Star WarsJedi Knight II: Jedi Outcast -  Barista Chiss
- Star Wars Episodio I: La minaccia fantasma (1999) - Senatore Palpatine
- Star Wars: TIE Fighter (1994) - Imperatore Palpatine
- Star Wars: Rebellion (1998) - Imperatore Palpatine
- Star Wars: X-Wing Alliance (1999) - Imperatore Palpatine
- Indiana Jones and the Fate of Atlantis (1992) - Dr. Ubermann, Kerner e altri
- Day of the Tentacle (1993) - Dr. Fred
- Sam & Max Hit the Road (1993) - Max

### Serie animate
- Star Wars: Clone Wars (2003) - Cancelliere Palpatine\Darth Sidious

## Doppiatori italiani
Nelle versioni in italiano delle opere in cui ha recitato, Nick Jameson è stato doppiato da:
- Antonio Palumbo in EuroTrip, NCIS: Los Angeles
- Nino D'Agata in Lost
- Luciano Roffi in Criminal Minds
- Luciano Marchitiello in 24 (st. 5-6)
- Stefano Mondini in 24 (ep. 8x22-8x24)
- Roberto Stocchi in Alias
- Ambrogio Colombo in Against the Ice

Da doppiatore è sostituito da:
- Massimo Rossi in Lilli e il vagabondo II - Il cucciolo ribelle